# 概率
（舊稱幾率，又称機會率或或然率），是对随机事件发生之可能性的度量，为数学概率论的基本概念；機率的值是一个在0到1之间的实数，也常以百分數來表示。
概率常用來量化對於某些不確定命題的想法，命題一般會是以下的形式：「某個特定事件會發生嗎？」，對應的想法則是：「我們可以多確定這個事件會發生？」。確定的程度可以用0到1之間的數值來表示，這個數值就是機率。因此若事件發生的機率越高，表示我們越認為這個事件可能發生。像抛硬币就是一個簡單的例子，正面朝上及背面朝上的兩種結果看來機率相同，每個的機率都是1/2，也就是正面朝上及背面朝上的機率各有50%。
這些概念可以形成機率論中的數學公理（參考概率公理），在像數學、統計學、金融、博弈論、科學（特別是物理）、人工智慧/機器學習、電腦科學及哲學等學科中都會用到。機率論也可以描述複雜系統中的內在機制及規律性。
應用到具體問題，「概率」常常被用來視作是對某一事件是否發生（過）的「推測」。這種涵義下，在宏觀世界（非量子力學情況）中，概率來源於信息的缺失，有效信息越多，對某一事件發生的把握度（概率）就越大，直至「必然發生」——例如理論上知道拋一枚硬幣時的位置、受力情況，便可以計算出落下時正面還是反面，所知參數越精確，算得概率就能越接近1。但「混沌效應」仍然會制約所得概率的大小。

## 历史
第一位系统性地推算概率的人是16世紀的卡爾達諾，记载在他的著作《關於機率遊戲之書（Liber de Ludo Aleae）》中；书中关于概率的内容是由Gould从拉丁文翻译来的。
卡爾達諾的著作中有很多给赌徒的建议，都写成短文，例如：《谁，在什么时候，应该赌博？》、《为什么亚里士多德谴责赌博？》、《那些教别人赌博的人是否也擅长赌博呢？》等。
然而，卡爾達諾的書要等到他死後八十餘年（1663年）才出版。首次提出系统研究概率的是在帕斯卡和费马来往的一系列信件中，最初是由帕斯卡提出的，他想找费马请教几个关于由Chevalier de Méré提出的问题。Chevalier de Méré是一知名作家，路易十四宫廷的显要，也是一名狂热的赌徒；问题主要有两个：掷骰问题和比赛奖金应分配问题。

印度各地天災風險機率

## 概念
在日常生活中，我們常常會遇到一些涉及可能性或發生機會等概念的事件（event）。一個事件的可能性或一個事件的發生機會是與數學有關的。例如：
「從一班40名學生中隨意選出一人，這人是男生嗎？」
事實上，人們問「……可能會發生嗎？」時，他們是在關注這個事件發生的機會。在數學上，事件發生的機會可用一個數來表示，稱該數為概率（Probability）。
我們日常所見所聞的事件大致可分為兩種：
一种是确定性事件，其中又包含必然事件和不可能事件，如太陽從東方升起，或者在標準大氣壓下，水在100℃時會沸騰，我們稱這些事件為必然事件；如掷一个點數只有1到6的骰子，向上一面的数字是7，这類事件稱为不可能事件。
此外，有大量事件在一定條件下是否發生，是無法確定的。如明天的氣溫比今天低、擲一枚硬幣得正面向上，又或者在下一年度的NBA比賽中，芝加哥公牛隊會奪得全年總冠軍，像以上可能發生也可能不會發生的事件稱為隨機事件。

## 理論
機率論是一種用正式的用語表達機率概念的方式，這些詞語可以用數學及邏輯的規則處理，結果再轉換到和原來問題有關的領域。
至少有兩種成功的將機率公式化的理論，分別是柯爾莫哥洛夫公式化以及考克斯公式化。在柯爾莫哥洛夫公式化（參考概率空間）中，用集合代表事件，機率則是對集合的测度。在考克斯定理中，機率是不能再進一步分析的基元，強調在機率值及命題之間建立一致性的關係。在二種公式化方法中，概率公理都相同，只有一些技術細節不同。
有其他量度不確定性的方式，例如Dempster-Shafer理論或是可能性理論，但兩者都有本質上的不同，無法和一般了解的機率論相容。

## 應用
概率的概念常常應用在生活中，例如風險評估及以金融市場的交易等。政府也在環境法中應用概率，稱為路徑分析（pathway analysis）。例如中東衝突可能會對油價有某程度的影響，而油價對世界經濟可能會有漣漪效應的影響。某個油品交易商認為中東衝突會使油價上昇或下降，並將他的意見提供給其他交易商。因此機率不是各自獨立的進行評估，評估的過程也不一定合理。行為經濟學就是描述團體迷思對定價、政策甚至和平或衝突的影響。
有關概率評估及組合的嚴謹方式也改變了社會。對大部份的社會大眾而言，重要的是了解概率評估的方式以及概率和決策之間的關係。
概率理論另一個明顯的應用是可靠度理論。像汽車及消費性產品會在產品開發時應用可靠度理論來減少產品失效的機率。失效機率會影響廠商在產品保用證上的決策。
像自然语言处理中用的快取語言模型及其他語言模型等也屬於是概率理論的應用。

## 數學處理
事件A的機率一般會寫成P(A)、p(A)或Pr(A)。機率的數學概念可延伸到無限的樣本空間甚至不可數的樣本空間，但需要用上概率测度的概念。
概率的公理化定义将概率的相关范畴从具体问题中抽象出来，从而可以在数学意义下考察概率的相关概念和由之引出的问题。以下给出概率的公理化定义：
设随机事件的样本空间为Ω，Ω的一個子集稱為事件。对于Ω中的每一个事件A，都有实函数P(A)，满足：
1. 非负性：{\displaystyle P(A)\geq 0}；
2. 规范性：{\displaystyle P(\Omega )=1}
3. 可數可加性：对可數个两两互斥事件{Ai}i∈N有：{\displaystyle {\displaystyle \sum _{i=1}^{\infty }P(A_{i})=P\left(\bigcup _{i=1}^{\infty }A_{i}\right)}}

任意一个满足上述条件的函数P都可以作为样本空间Ω的概率函数，称函数值P(A)为Ω中事件A的概率。

### 表示機率
一個事件的機率值通常以一個介於0到1的實數表示。一個不可能事件其機率值為0，而確定事件其機率值則為1。 但反推並不一定成立，也就是說機率值為0的事件不表示它就是一個不可能事件，同理，機率值為1的事件不表示它就一定發生。例如，在一个正方形内作一条线段，由于这条线段的面积是0，所以一个此正方形內的点落在这条线段上的概率就是0，但它并不是不可能事件。
實際上大多數的機率值都是介於0與1之間的數，這個數示代表事件在'不可能發生'與'確定發生'之間的相對位置。事件的機率值越接近1，事件發生的機會就越高。
舉例來說，假設兩個事件有相同的發生機率，就像被拋擲而落地的銅板不是正面向上就是反面向上一樣，但是我們不能說：每2次拋擲會出現1次，只能说事件發生的機率是平均每2次出现一次，或說是 "50%" 或 "1/2"。

### 分布
概率分布函数是一个把概率分配给事件或者命题的函数。对于任何一个事件或者命题，总有很多分配概率的方法，所以选择不同的分布等同于对一个问题中的事件或者命题作出不同的假设。
分布還可分為「離散」和「連續」的。

### 概率计算总结
| 事件             | 概率 |
| ---------------- | --- |
| A                | {\displaystyle P(A)\in [0,1]\,} |
| 非A              | {\displaystyle P(A^{c})=1-P(A)\,} |
| A或B             | {\displaystyle {\begin{aligned}P(A\cup B)&=P(A)+P(B)-P(A\cap B)\\P(A\cup B)&=P(A)+P(B)\qquad {\mbox{if A and B are mutually exclusive}}\\\end{aligned}}} |
| A和B             | {\displaystyle {\begin{aligned}P(A\cap B)&=P(A\|B)P(B)=P(B\|A)P(A)\\P(A\cap B)&=P(A)P(B)\qquad {\mbox{if A and B are independent}}\\\end{aligned}}}      |
| B的情况下A的概率 | {\displaystyle P(A\mid B)={\frac {P(A\cap B)}{P(B)}}={\frac {P(B\|A)P(A)}{P(B)}}\,}                                                                      |

## 和隨機的關係
在牛頓力學的概念，決定論的世界中，若所有條件皆是已知，都沒有任何概率性的成份在內（拉普拉斯的惡魔），不過有可能一些系統對初始條件敏感，敏感程度甚至到超過可能量測的範圍。以俄羅斯輪盤為例，若手的施力、出力的時間等資訊已知，輪盤最後停止的位置是可以計算而得的，不過此時需要知道輪盤的慣量及摩擦係數，球的質量、光滑度及圓度，出力過程中手速度的變化等；此時，相較於用牛頓力學的方式分析，概率性的描述可能更適合描述重覆玩數次俄羅斯輪盤的結果。科學家發現在氣體動力論中也有類似的情形，系統理論上是確定的，但因為氣體分子個數約和阿伏伽德罗常数（≈6.022×1023 mol−1）量級相當，因此也只能用概率性的描述。
在描述量子理論時一定會用到概率論，二十世紀初期，物理學界有一個革命性發現，所有次原子層級的物理過程有隨機性，依循量子力學。物理的波函數是確定的，是數個狀態的疊加，但根據哥本哈根詮釋，觀察會帶來波函數塌縮，因此只能觀察到其中一個狀態。不過這種缺乏決定論的觀點未受到所有人的同意，愛因斯坦在給马克斯·玻恩的信上提到「我相信上帝不會玩骰子。」；而發現波函數的埃尔温·薛定谔認為量子力學只是內部決定論狀態的統計近似。在近代的詮釋中，量子退相干有相當的概率性質。

## 译名
概率论在19世纪30年代就已传入中国，長期以來，其譯名並無統一，曾用譯名有「決疑」、「可遇率」、「或是率」、「或然率」、「適遇率」、「公算」、「幾率」、「機率」、「或然率」、「概率」等，也有借用日本漢字詞作「確率」的。1935年，國立編譯館將譯名範圍縮小到「概率」和「幾率」兩個其中「幾率」的「幾」表示「接近」，和「幾乎」的「幾」類似。。
1964年，中国科学院编写的《数学名词补编》确定使用「概率」作为正式译名；大陆的物理学界在一段时间内仍然沿用「几率」，但于1988年的《物理学名词》中采用了与数学界一致的「概率」，「最可几的」相应地改称「最概然的」。
而現代台灣則選用了「機率」作為標準譯名。一說「機率」的由來是因為「幾率」的「幾」含義被誤認為是「機會」（英語為opportunity）的意思，進而誤寫成「機率」，但實際上「機率」也是早期譯名之一，例如「萬有文庫」收錄的《統計學原理》（Elements of Statistics，鮑萊著，李植泉譯）就使用了「機率」的譯法。

### 引用
1. .   [2025-05-28]. （原始内容存档于2025-04-19）.
2. ↑  "Probability" 的存檔，存档日期2015-04-28.. Webster's Revised Unabridged Dictionary. G & C Merriam, 1913
3. ↑  "Kendall's Advanced Theory of Statistics, Volume 1: Distribution Theory", Alan Stuart and Keith Ord, 6th Ed, (2009), ISBN 978-0-534-24312-8
4. ↑  William Feller, "An Introduction to Probability Theory and Its Applications", (Vol 1),  3rd Ed, (1968),Wiley ,ISBN 978-0-471-25708-0
5. ↑  Probability Theory （页面存档备份，存于） The Britannica website
6. ↑  . 國科會高瞻自然科學教學資源平台. 2011-06-07  [2014-10-21]. （原始内容存档于2021-02-09） （中文）.
7. ↑  Singh, Laurie (2010) "Whither Efficient Markets? Efficient Market Theory and Behavioral Finance". The Finance Professionals' Post, 2010.
8. ↑  Gorman, Michael (2011) "Management Insights". Management Science [需要完整来源]
9. ↑  Olofsson (2005) Page 8.
10. ↑  Burgi, Mark (2010) "Interpretations of Negative Probabilities", p. 1. arXiv:1008.1287v1
11. ↑  Jedenfalls bin ich überzeugt, daß der Alte nicht würfelt. Letter to Max Born, 4 December 1926, in: Einstein/Born Briefwechsel 1916-1955 （页面存档备份，存于）.
12. ↑  Moore, W.J. . Cambridge University Press. 1992: 479. ISBN 0-521-43767-9.
13. 1 2 3  赖景耀. . 数学教学研究. 1985, (01): 16  [2022-09-21]. （原始内容存档于2022-09-21）.
14. ↑  梁北夕. . 咬文嚼字. 2020, (6): 9–10.
15. ↑  喀兴林. . 大学物理. 1989, (10): 1–4. doi:10.16854/j.cnki.1000-0712.1989.10.001.
16. ↑  . 樂詞網. 國家教育研究院.   [2025-07-24] （中文（臺灣））.

### 书目
- Olofsson, Peter (2005). Probability, Statistics, and Stochastic Processes, Wiley-Interscience. p. 504. ISBN 978-0-471-67969-1

## 外部連結
- 概率筆記 （页面存档备份，存于）
- 出現字的實驗 （页面存档备份，存于）
- 亂數出現可被整除的機率實驗
- Virtual Laboratories in Probability and Statistics (Univ. of Ala.-Huntsville) （页面存档备份，存于）
- Probability and Statistics EBook （页面存档备份，存于）
- Edwin Thompson Jaynes. Probability Theory: The Logic of Science. Preprint: Washington University, (1996). — HTML index with links to PostScript files and PDF （页面存档备份，存于） (first three chapters)
- People from the History of Probability and Statistics (Univ. of Southampton) （页面存档备份，存于）
- Probability and Statistics on the Earliest Uses Pages (Univ. of Southampton) （页面存档备份，存于）
- Earliest Uses of Symbols in Probability and Statistics （页面存档备份，存于） on Earliest Uses of Various Mathematical Symbols （页面存档备份，存于）
- A tutorial on probability and Bayes' theorem devised for first-year Oxford University students （页面存档备份，存于）
- （页面存档备份，存于） pdf file of An Anthology of Chance Operations (1963) at UbuWeb
- Introduction to Probability - eBook （页面存档备份，存于）, by Charles Grinstead, Laurie Snell Source （页面存档备份，存于） (GNU Free Documentation License)
- （英文） （意大利文） Bruno de Finetti, Probabilità e induzione （页面存档备份，存于）, Bologna, CLUEB, 1993. ISBN 978-88-8091-176-0 (digital version)